# Peixe-prego
O peixe-prego (Echinorhinus brucus) é uma espécie de tubarão de águas profundas pertencente à família Echinorhinidae. Tem uma coloração púrpura acizentada a acastanhada, sendo a superfície ventral mais clara. Tem um focinho curto. O comprimento máximo observado é de 310 cm.
Ocorre nas águas de plataformas continentais e insulares.
Alimenta-se de tubarões menores, peixes ósseos e caranguejos.
É ovovivíparo e a fertilização é interna.